# Hugo z Cluny
Hugo z Cluny, také Hugo de Semur (13. května 1024, Semur-en-Brionnais, Saône-et-Loire, Francie – 28. dubna 1109, Cluny, Saône-et-Loire, Francie) byl v letech 1049–1109 opatem benediktinského opatství Cluny. V katolické církvi je uctíván jako světec.

## Život
Narodil se v burgundské hraběcí rodině de Semur. Otec mu chtěl poskytnout odpovídající šlechtické vychování, avšak on v patnácti letech vstoupil do benediktinského opatství v Cluny a v roce 1044 zde byl vysvěcen na kněze. Místní komunita jej v roce 1049 zvolila clunyjským opatem. Za jeho působení v opatském úřadě byla v Cluny vybudována pětilodní basilika, dlouhá 187 metrů, kterou po dokončení vysvětil papež Urban II. Později se stal papežským legátem a rovněž se účastnil jednání mezi papežským stolcem a císařem Jindřichem IV., jehož byl kmotrem.
Zemřel v roce 1109 a byl pohřben v clunyjské basilice. Jeho ostatky byly barbarsky zničeny spolu s basilikou za Francouzské revoluce (dochovala se jenom pažní kost).